# ゲヌア (小惑星)
ゲヌア (485 Genua) は小惑星帯に位置する小惑星。1902年4月29日、ルイージ・カルネラがハイデルベルクのケーニッヒシュトゥール天文台で発見した。イタリアの都市、ジェノヴァのラテン語名称に因んで名付けられた。
2005年12月に関東地方で掩蔽が観測された。